# Rhachicreagra khayachrosa
Rhachicreagra khayachrosa är en insektsart som beskrevs av Nicholas David Jago och David M. Rowell 1981. Rhachicreagra khayachrosa ingår i släktet Rhachicreagra och familjen gräshoppor. Inga underarter finns listade i Catalogue of Life.